# Slowakische Nationalgalerie
Die Slowakische Nationalgalerie (slowakisch Slovenská národná galéria, SNG) ist der größte Verbund von Kunstmuseen in der Slowakei. Der Hauptsitz befindet sich in Bratislava.

## Geschichte
Die Gründung einer allein der slowakischen Nation und Kultur gewidmeten Institution wäre sowohl im Habsburgerreich, wo die heutige Slowakei zu Ungarn gehörte und einem starken Magyarisierungsdruck ausgesetzt war, als auch in der Ersten Tschechoslowakischen Republik undenkbar gewesen. Letzterer Staat war zwar demokratisch, offizielle Staatsdoktrin war mit dem Tschechoslowakismus aber die Idee, dass Slowaken und Tschechen eine einzige Nation bildeten. Kurz nachdem im Februarumsturz 1948 die Kommunisten die Macht an sich gerissen hatten, im März der sowjetische Satellitenstaat Tschechoslowakische Republik ausgerufen und am 14. Juni Klement Gottwald zum neuen Staatspräsidenten erkoren worden war, erließ der Slowakische Nationalrat am 29. Juli 1948 ein Gesetz zur Gründung einer Slowakischen Nationalgalerie. Federführend dabei war der Abgeordnete und Beauftragte für Schulwesen und Volkskultur Ladislav Novomeský. Er wurde 1950 entlassen und 1951 inhaftiert.
Zunächst umfasste die Nationalgalerie gerade einmal 500 Kunstwerke und ebenso viele Bücher, die man unter anderem vom Slowakischen Museum übernommen hatte. Sie hatte zwei Mitarbeiter, verfügte über zwei Ausstellungsräume und zeigte 1849 erstmals die Alten Meister aus ihrer Sammlung. 1952 wurde der Kunsthistoriker Karol Vaculík (1921–1992) Direktor, unter dessen Ägide die Sammlung bis 1953 auf gut 2'500 Werke anwuchs, von denen 47 in vier Ausstellungsräumen ausgestellt werden konnten. Der Eintritt war vorerst gratis.

Schon 1951 war die barocke Wasserkaserne (Vodné kasárne) an der Uferpromenade an der Donau als neuer Sitz der Nationalgalerie bestimmt worden. Weil sie den Ansprüchen einer Galerie noch nicht gerecht wurde, baute man sie zuerst nach Plänen von František Florians und Karol Rozmány um. 1955 wurde sie dann anlässlich des zehnten Jahrestags der „Befreiung“ durch die Rote Armee feierlich eröffnet. Fortan war eine Dauerausstellung mit slowakischer Kunst ab dem 19. Jahrhundert zu sehen.

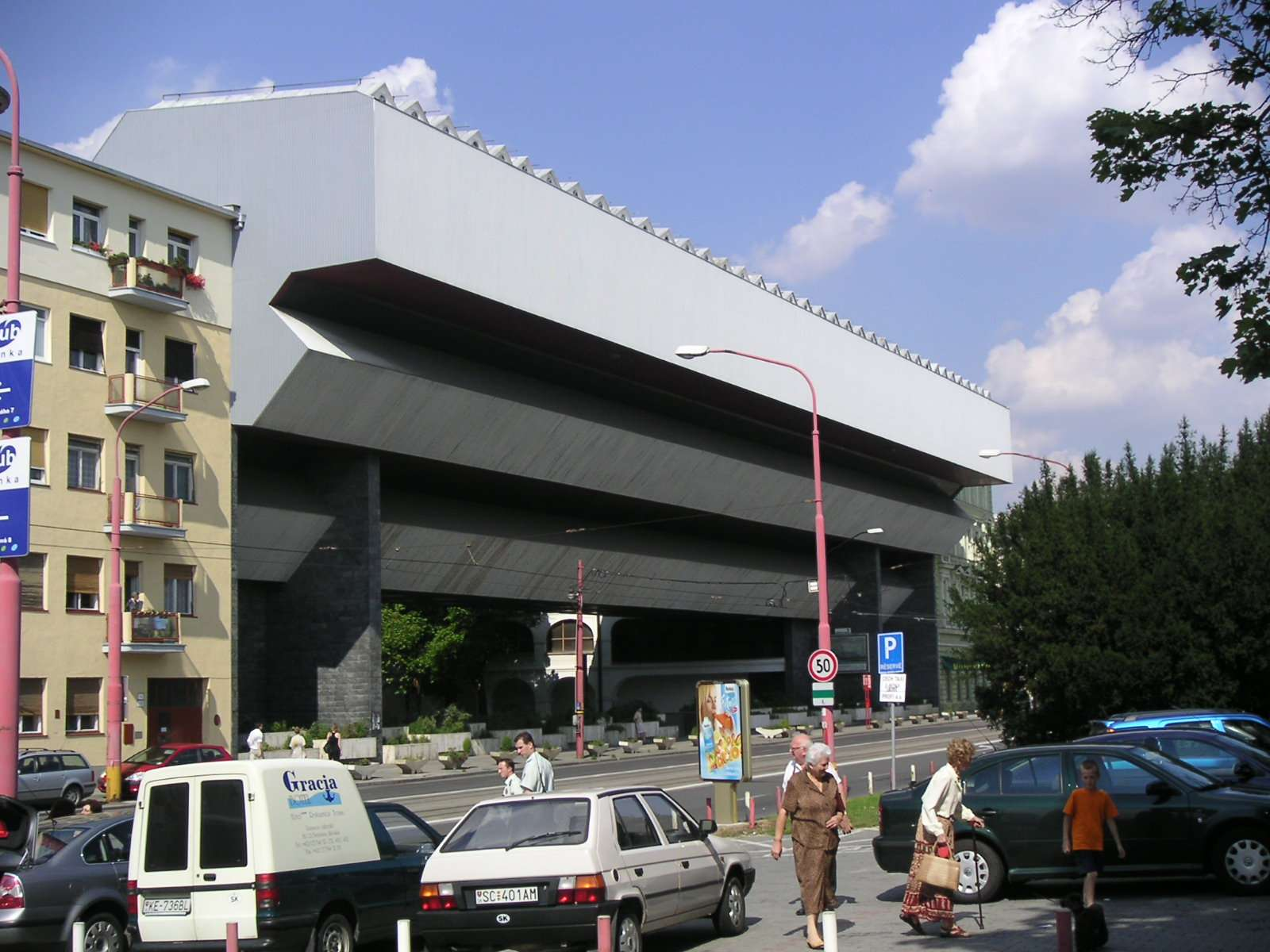
Der 1977 eröffnete Anbau der Galerie

Auch die Wasserkaserne erwies sich rasch als zu klein. 1963 wurde ein Architekturwettbewerb für einen Erweiterungsbau ausgeschrieben, den 1964 Vladimír Dedeček gewann. Er musste seinen Entwurf bis 1968 allerdings mehrmals umarbeiten. Weil der Innenhof vom Kai aus sichtbar sein sollte, erhöhte er den Uferflügel zu einer Brücke. Der Anbau wurde 1977 eröffnet. Die Ausstellungsfläche war damit auf 3'328 m2 gewachsen. Mittlerweile war Vaculík 1970 entlassen worden, nachdem eine von ihm kuratierte Prager Ausstellung zum 25. Jahrestag der „Befreiung“ das Missfallen der sowjetischen Botschaft erregt hatte.

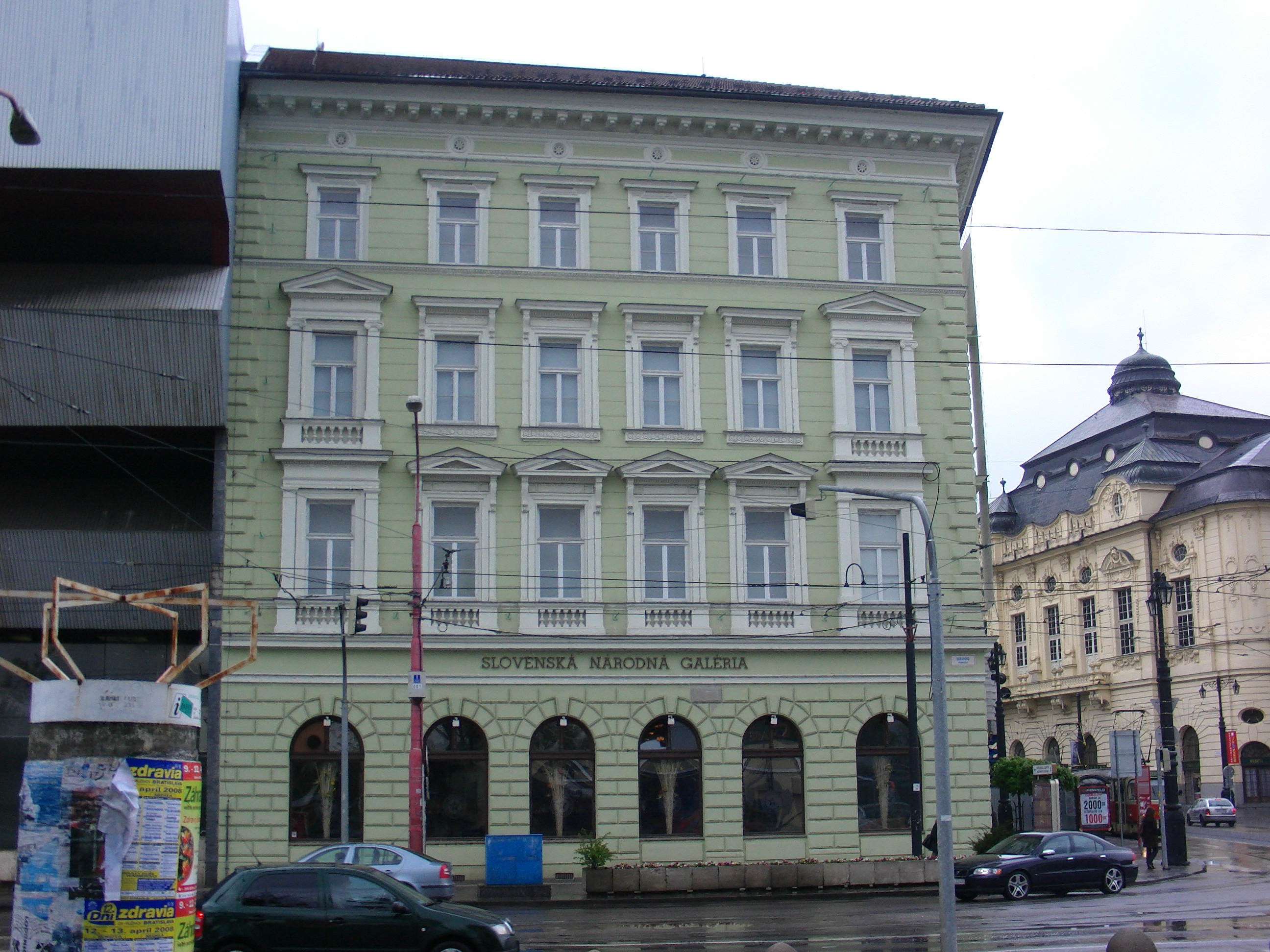
Das Palais Esterházy, links Teil des modernen Anbaus

1991–1994 wurde die Wasserkaserne noch einmal umgebaut und dabei mit dem angrenzenden Palais Esterházy (Esterházyho palác) verbunden, in dem sich zurzeit das Magazin befindet.

## Sammlung

### Alte europäische Kunst
Das Museum verfügt über die bedeutendste Sammlung alter europäischer Kunst in der Slowakei. Ihr Schwerpunkt liegt auf Werken der italienischen, französischen, niederländischen, flämischen und deutschen Malerei der zweiten Hälfte des 16. Jahrhunderts und der ersten Hälfte des 17. Jahrhunderts. Aus der Spätrenaissance und dem Manierismus stammen die Gemälde von Gillis Goignet (1542–1599), Hans von Aachen (1552–1615, Kreuztragung von 1587), Francesco Vanni (1563–1610) und Jan Brueghel d. Ä. (1568–1625). Den Frühbarock repräsentieren die Gemälde von Giovanni Baglione (1566–1643, David mit dem Haupt Goliaths von 1627/1628), Giulio Cesare Procaccini (1574–1625, Die Taufe Christi von 1612–1620), Henrik van Balen (1575–1632), David Bailly (1584–1657, Porträts von Gerrit Schaep und Johanna Visscher von 1628), Cecco del Caravaggio (1586–1620, Kreuztragung von 1613), Simon Vouet (1590–1649, Die heilige Katharina von Alexandria von 1615–1620) und Jan van Goyen (1596–1656, Segelboote im Hafen von 1641). Aus dem Hochbarock stammen die beiden Gemälde von Pietro Liberi (1605–1687, Mariä Verkündigung von 1671–1674) und Antonio Molinari (1655–1704, Achilleus unter den Töchtern von König Lykomedes von 1690).

### Moderne
Im Saal mit „moderner“ Kunst werden Werke slowakischer Künstler und Künstlerinnen hauptsächlich aus der ersten Hälfte des 20. Jahrhunderts gezeigt.

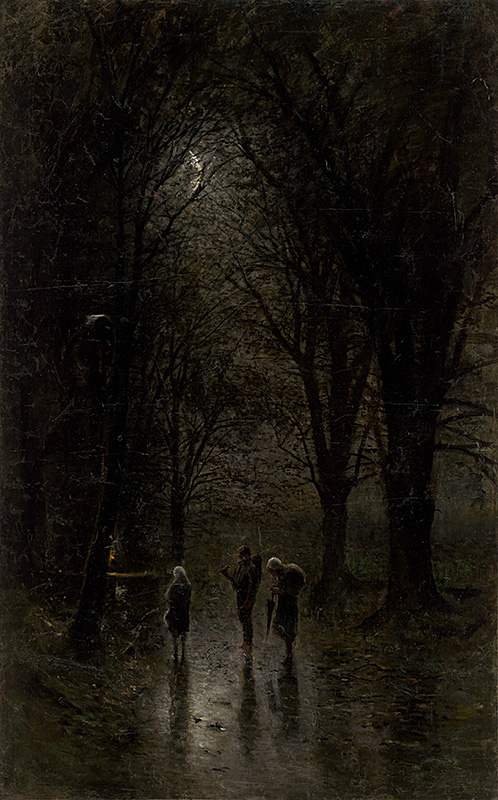
László Mednyánszky: Nächtliche Pilger am Kreuz (Waldweg), 1882

Noch aus der Habsburgerzeit bis zum Ende des Ersten Weltkriegs stammen die Gemälde des in der heutigen Slowakei geborenen Ungarn László Mednyánszky (slowakisch: Ladislav Medňanský; 1852–1919), darunter das wohl berühmteste Werk der Galerie schlechthin, das monumentale Nächtliche Pilger am Kreuz (Waldweg) (1880–1882). Ferner sind Kopf eines Landstreichers (1882) und das Landschaftsbild Weinberg (1890–1895) zu sehen. Ebenfalls aus dieser Zeit stammen unter anderem Jaroslav Augustas Porträt Junge Braut aus Dačov Lom (1902), Jozef Hanulas Auf dem Heimatboden (1908), Dominik Skuteckýs Am Ofen (1904) und Želmira Duchaová-Švehlovás Porträt Beim Kaffee (um 1918).

## Außenstellen
Neben der eigentlichen Nationalgalerie in der Hauptstadt Bratislava betreut die Slowakische Nationalgalerie weitere Standorte in Pezinok, Ružomberok, Strážky und Zvolen. Zum ersten Mal expandierte sie im Jahr 1977 und eröffnete auf Schloss Altsohl in Zvolen die Dauerausstellung mit angewandter Kunst. 1991 folgten auf Schloss Strážky die historische Bibliothek und die Ausstellung mit historischen Möbeln und Kunsthandwerk, 1997 in der Schaubmar-Mühle in Pezinok in der Nähe Bratislavas die Ausstellung mit „intuitiver Kunst“. Ebenfalls zur Slowakischen Nationalgalerie gehört heute die 1969 eröffnete Galerie des Künstlers Ľudovít Fulla in dessen Heimatstadt Ružomberok.
| Slowakische Nationalgalerie |

| Schloss Strážky |

| Schloss Altsohl |

| Galerie Ľudovít Fulla |

| Schaubmar-Mühle |

| Bild | Name                                           | Ausstellung                                                                                                 | Ort        | Besucherzahl (2022) |
| ---- | ---------------------------------------------- | --- | ---------- | ------------------- |
|      | Slowakische Nationalgalerie                    | Kunst von der Gotik bis in die Gegenwart mit einem Schwerpunkt auf slowakischen Künstlern und Künstlerinnen | Bratislava | 34'928              |
|      | Schloss Altsohl (Zvolenský zámok)              | Angewandte Kunst                                                                                            | Zvolen     | 31'487              |
|      | Galerie Ľudovít Fulla (Galéria Ľudovíta Fullu) | Werke des slowakischen Künstlers Ľudovít Fulla (1902–1980)                                                  | Ružomberok | 17'834              |
|      | Schloss Strážky (Kaštieľ Strážky)              | historische Bibliothek, historische Möbel, Kunsthandwerk                                                    | Strážky    | 10'821              |
|      | Schaubmar-Mühle (Schaubmarov mlyn)             | Intuitive Kunst                                                                                             | Pezinok    | 4'625               |